# ユーリー・アレクサンドロヴィチ (ウグリチ公)
ユーリー（ゲオルギー）・アレクサンドロヴィチ（ロシア語: Юрий(Георгий) Александрович、? - 1320年5月30日）は、14世紀初頭のルーシの分領公である。ウグリチ公：1302年 - 1320年、ロストフ公：1316年 - 1320年。

## 生涯
ユーリーはウグリチ公アレクサンドルの子、コンスタンチン(ru)の孫として生まれた。ユーリーがまだ年少の頃に父は死亡し、1307年にそのウグリチ公位を継承した。1316年にはおじヴァシリーが死亡し、ヴァシリーの2人の子はまだ年少であったために、ヴァシリーの有していたロストフ公位をも継承した。ユーリー統治期の1318年のロストフは、コチュクと記録されるジョチ・ウルスからの大使によって災厄を受けた、という記録がある。
ユーリーは1320年5月30日に死亡した。また17もしくは18歳であり、子をなす前だった（ミハイルという子がいたという説もある）。ユーリー死後のウグリチ公位ならびにウグリチ公国はモスクワ公国が接収した。ロストフ公位ならびにロストフ公国はヴァシリーの2人の子フョードルとコンスタンチン(ru)に分割して相続された。